# Tácio
Tácio, all'anagrafe Tácio Caetano Cruz Queiroz (Valença, 7 agosto 1980), è un ex calciatore brasiliano, di ruolo centrocampista.

## Carriera
Nell'estate del 1998 si trasferì dai brasiliani del Vitória al Venezia, squadra neopromossa in Serie A che allo stesso tempo acquisirono dal Vitória anche i difensori Fábio Bilica e Marcone. Con i lagunari non debuttò mai in campionato visto che venne convocato solo in un'occasione, nella quale rimase in panchina per tutti i 90 minuti. In Coppa Italia ebbe modo di giocare una partita, subentrando nel secondo tempo dell'ottavo di finale di andata sul campo della Juventus.
Nel gennaio 1999 ritornò al Vitória, liberando così un posto da giocatore extracomunitario per l'arrivo di Álvaro Recoba al Venezia. Tácio continuò poi in Brasile anche il resto della sua carriera.